# Aedes downsi
Aedes downsi är en tvåvingeart som beskrevs av Richard Mitchell Bohart och Ingram 1946. Aedes downsi ingår i släktet Aedes och familjen stickmyggor. Inga underarter finns listade i Catalogue of Life.